# Johann Christoph Feinlein

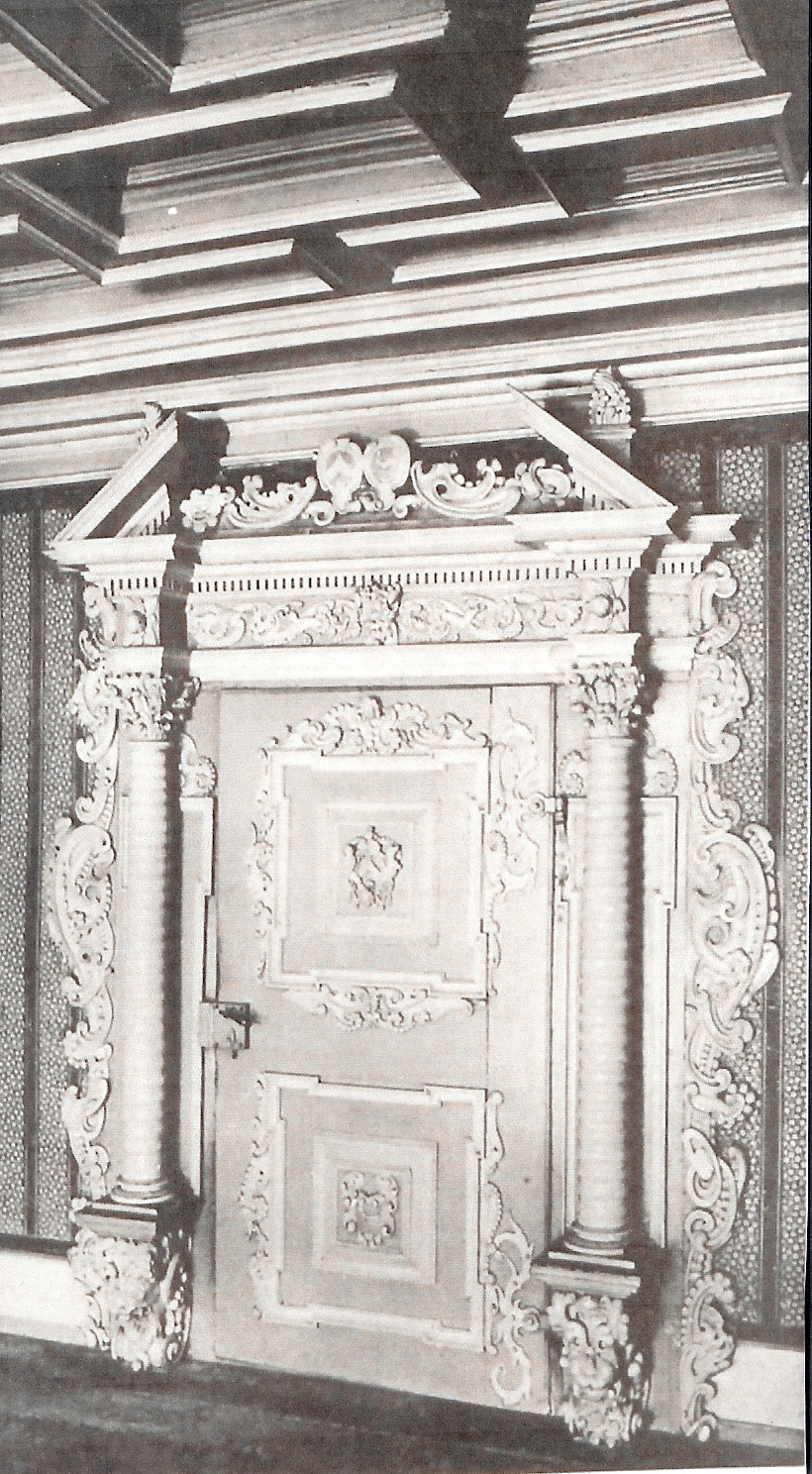
J. C. Feinlein zuschreibbare Tischlerarbeit im Knorpelwerk, übermalter Zustand von 1892

Johann Christoph Feinlein (* vor 1620 in Waldshut; † nach 1685) war ein südwestdeutscher Statthalter, Ebenist, Kupferstecher und Architekturtheoretiker.

## Leben und Werk

### Familie
Johann Christoph Feinlein stammte aus Waldshut. Er wurde am 15. November 1636 mit dem Eintrag: „Ioannes Christopherus Feinlin Waldshuettensis Hercinius“ an der Universität Wien immatrikuliert. Nach Schillings „Todten-Gerist“ gehörte Feinlein dem vorderösterreichischen Adel an und studierte noch 1639 in Wien Jura. Auch im Selbstporträt stellte er sich als Standesperson dar. Daher war er aller Wahrscheinlichkeit nach der Sohn des aus Klagenfurt stammenden Statthalters von Hauenstein Johann Feinlin, auch wenn entsprechende Belege im Taufregister der Kirchengemeinde Waldshut fehlen. Zudem beinhaltet seine Schreinermarke auf dem letzten Blatt des Säulenbuches die drei Blumen des Wappens der Statthalterfamilie. Das mit den Initialen I.C.F. versehene Wappen der Statthalterfamilie Feinlein findet sich auch auf dem Epitaph der Ehefrau Verena Buck von 1671. Johann Christoph Feinlein führte vermutlich zunächst die Amtsgeschäfte seines am 21. November 1649 verstorbenen Vaters weiter, da aus dem März 1650 ein Schreiben des Erzherzogs aus Innsbruck an den Waldvogteiamtsverwalter Johann Feinlein erhalten ist. Johann Christoph Feinlein war seit dem 9. Februar 1658 mit der am 7. Juni 1671 verstorbenen Verena Buck verheiratet. Kinder aus der Ehe sind nicht nachweisbar. In zweiter Ehe heiratete Johann Christoph Feinlein am 25. Oktober 1671 Maria Cleophe Diebold, die 1687 verstarb. Aus dieser Ehe gingen zwei Töchter hervor. Der jüngere Bruder Marx Jakob Feinlein führte die Beamtenlaufbahn des Vaters zunächst als Statthalter von Hauenstein fort. Nach wechselnder Verwendung ist er zuletzt als Verwalter des Klosters Salem nachweisbar. Ein verwandtschaftlicher Bezug ist zu dem 1679 verstorbenen Prior der Molsheimer Kartause anzunehmen, da Johann Christoph Feinlein ab 1672 wiederholt Aufträge in dessen Wirkungskreis erhielt.

### Der Berufswechsel
Johann Christoph Feinlein erlernte neben der Juristerei auch das Schreinerhandwerk. Seine Heimatstadt Waldshut war vom 14. bis zum 18. Jahrhundert ein bedeutendes Zentrum der Kunsttischlerei und des Holzinstrumentenbaus. Vermutlich wurde Johann Christoph Feinlein im Umkreis der renommierten Glöcklerwerkstatt ausgebildet. Das Abschlussblatt des Säulenbuches signierte er mit „Johann Christoph Feinlein von Waltzhuedt an dem Rhein Strom, Dischlergesell“. Dagegen wird er im Kaufvertrag des Hauses „Holofernes“ in Waldshut von 1670 als Johann Christoph Feinlein, Statthalter genannt. Als erster eigenständiger Auftrag Feinleins ist der Hochaltar der Kirche St. Pankratius in Eschbach archivalisch dokumentiert. Auftraggeber und Stifter war der Bruder Marx Jakob Feinlein. Von 1658 bis 1662 folgten das Chorgestühl, ein Beichtstuhl sowie die Seitenaltäre von St. Pankratius. Die heute sogenannte „Herrenstube“ von 1659 im Haus zum Wilden Mann in Waldshut, ein repräsentativer Empfangssaal des Statthalters Johann Balthasar Staubhaars im Stil des späten Manierismus ist aufgrund des Feinleins Netzwerkes und stilistischer Eigenheiten zumindest in wesentlichen Teilen Feinlein zuzuschreiben. Wiederum dokumentiert ist dagegen der erste externe Auftrag der Benediktinerabtei St. Blasien für die Schlosskapelle von Gurtweil. Weitere Aufträge des Klosters für dessen Kirchen in Kirchdorf im Aargau und Dillendorf bei Bonndorf folgten 1678 und 1680. Zwischen 1672 und 1685 führte Johann Christoph Feinlein mit seiner Waldshuter Werkstatt große Ausstattungsprojekte im Unterelsass und in der Ortenau aus.

### Lebensende
Die Umstände des Lebensendes sind bislang nicht bekannt. In Feinleins Heimatort Waldshut sind weder ein Sterbeeintrag noch ein Epitaph vorhanden.

### Die Logistik
Johann Christoph Feinlein fertigte in seiner Waldshuter Werkstatt in Modulbauweise aus einheimischen Hölzern. Die Koblenzer Schifferzunft expedierte die Module ab dem Waldshuter Rheinhafen über Zwischenhäfen an die Auftragsorte. Der Transport des Molsheimer Hochaltars erfolgte so 1672 über Straßburg, von wo aus die Module auf Fuhrwerken an den Bestimmungsort gelangten. Der Choraltar und das Gestühl für die Benediktinerabteikirche Ettenheimmünster wurden 1682 von Waldshut nach Kappel am Rhein verschifft und dort auf Fuhrwerke umgeladen. Vor Ort kooperierten Feinlein und seine eigens für das Projekt verpflichteten Gesellen mit anderen Betrieben. Die Innenausstattung der Pfarrkirche von Kirchdorf im Aargau wurde 1678 aareaufwärts expediert.

### Die Kontrakte
Johann Christoph Feinlein erzielte zuletzt hohe Honorare. Für den Molsheimer Auftrag erhielt er ein Gesamthonorar von 2500 Florin. In den Rechnungsbüchern des Martinsfonds Gengenbach sind Belege des Auftrages von 1685 erhalten. Als Gesellen wurden Matheis Köpfer von Bernau, Friedrich Bürglin von St. Trudpert und Josef Mayer von Rottweil verpflichtet. Es kooperierten der Dekorationsmaler Johann Ulrich Müller von Freiburg, der Bildhauer Franz Kurtzberger von Baden-Baden sowie der Drechsler Franz Emelin.

### Die Ornamentstichwerke

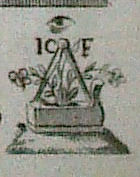
Die Meistermarke Johann Christoph Feinleins auf Blatt 17 des Berichtes der fünf Säulen

Johann Christoph Feinlein verfasste vor 1677 ein Vorlagenbuch von 12 Seiten und nach 1677 fünf Tafeln mit Variationen zur Architekturtheorie, für die er die eigenhändig entworfenen und gestochenen Kupfertafeln fertigte. Das Säulenbuch selbst, Die fünf Ordnungen der Architektur, oder nach dem ehemaligen Titel, Von einem Der Bericht von den fünf Säulen hat sich nur das Frontispiz mit dem Selbstporträt des Verfassers erhalten.

## Kunstgeschichtliche Einordnung
Johann Christoph Feinleins in technischer Sicht noch unbeholfen wirkenden Arbeiten des Schreinerbuches zeigen nach Auguste Racinet frappierende Übereinstimmungen mit dem Vorlagenbuch des Ulmer Ebenisten Hans Friedrichs Raidel von 1613. Rudolf Zöllner wies 1959 auf die Übernahme von Motiven aus dem Neuen Schildbuch des Lucas Kilian hin.
Sicher steht Feinlein in der Nachfolge des Hans Vredeman de Vries. Auf den fünf Seiten des Säulenbuches variiert Feinlein Entwürfe von Gabriel Krammer und Abraham Leuthner.
In der kunsthistorischen Betrachtung des 20. Jahrhunderts setzte mit der von Gustav René Hocke angestossenen Manierismusdebatte erst spät eine Würdigung des manieristischen Knorpelwerks ein, das noch bis in die 70er Jahre als „Zierseuche“ abgetan und übergangen wurde. Heute ist das Knorpelwerk als eigenständiger Stil des Hochbarocks anerkannt, der das Rollwerk der Renaissance ablöste und das spätere Rokoko vorwegnimmt.
Tatsächlich war Feinlein zu seiner Zeit ein gesuchter und hochdotierter Altarbauer und Ebenist, dem man zwischen 1672 und 1685 die Großprojekte der Benediktinerabteikirchen Molsheim, Ettenheimmünster und Gengenbach anvertraute. Feinlein verstand sich dabei auch auf technische und stilistische Innovationen, wie den Baldachinaltar nach römischer Art mit einem frühen Drehtabernakel in Molsheim. Feinleins Altäre wurden bis zum Beginn des 19. Jahrhunderts geschätzt und sorgfältig erneuert oder neu gefasst. Große und unersetzliche Verluste erlitt das Gesamtwerk Feinleins zwischen 1874 und 1962. Der barocke Formen hassende, neogotisch eingestellte Diözesanbaumeister Lukas Engesser aus Freiburg ist für mehrere Entbarockisiertungsmassnahmen mit völligem Substanzverlust verantwortlich zu machen. Engesser bezichtigte Feinleins Hochaltar aus Ettenheimmünster, der mittlerweile in Mahlberg aufgestellt war, der „aller geschmacklosesten Richtung des Roccocostiles anzugehören“ und ordnete die Entfernung gegen das Votum der Gemeinde an. Noch 1962 wurden die aus Ettenheimmünster stammenden Chorstühle Feinleins in Münchweier und das vollständige Chorgestühl in Kirchdorf (Aargau) entfernt und völlig, beziehungsweise in der Schweiz weitgehend vernichtet. Die weitgehend im Originalzustand überkommenen Ausstattungen von St. Pankratius in Eschbach und der Gottesackerkapelle in Waldshut wurden 1942 und 1953 durch in die Substanz eingreifende Neufassungen und Umarbeitungen verändert.
Eine Bewertung des immer noch umfangreichen Gesamtwerkes, das sich auf den Staatsgebieten der Schweiz, Deutschlands und Frankreichs von Baden im Aargau bis nach Strassburg nachweisen lässt, ist bislang unterblieben. Der ausgewiesene Kenner der süddeutschen Barockarchitektur Hermann Brommer, der sich 1990 mit dem Molsheimer Hochaltar Feinleins beschäftigte, wies erstmals auf die große Bedeutung Feinleins für die Kunstschreinerei des südwestdeutschen Raumes hin.

## Werke

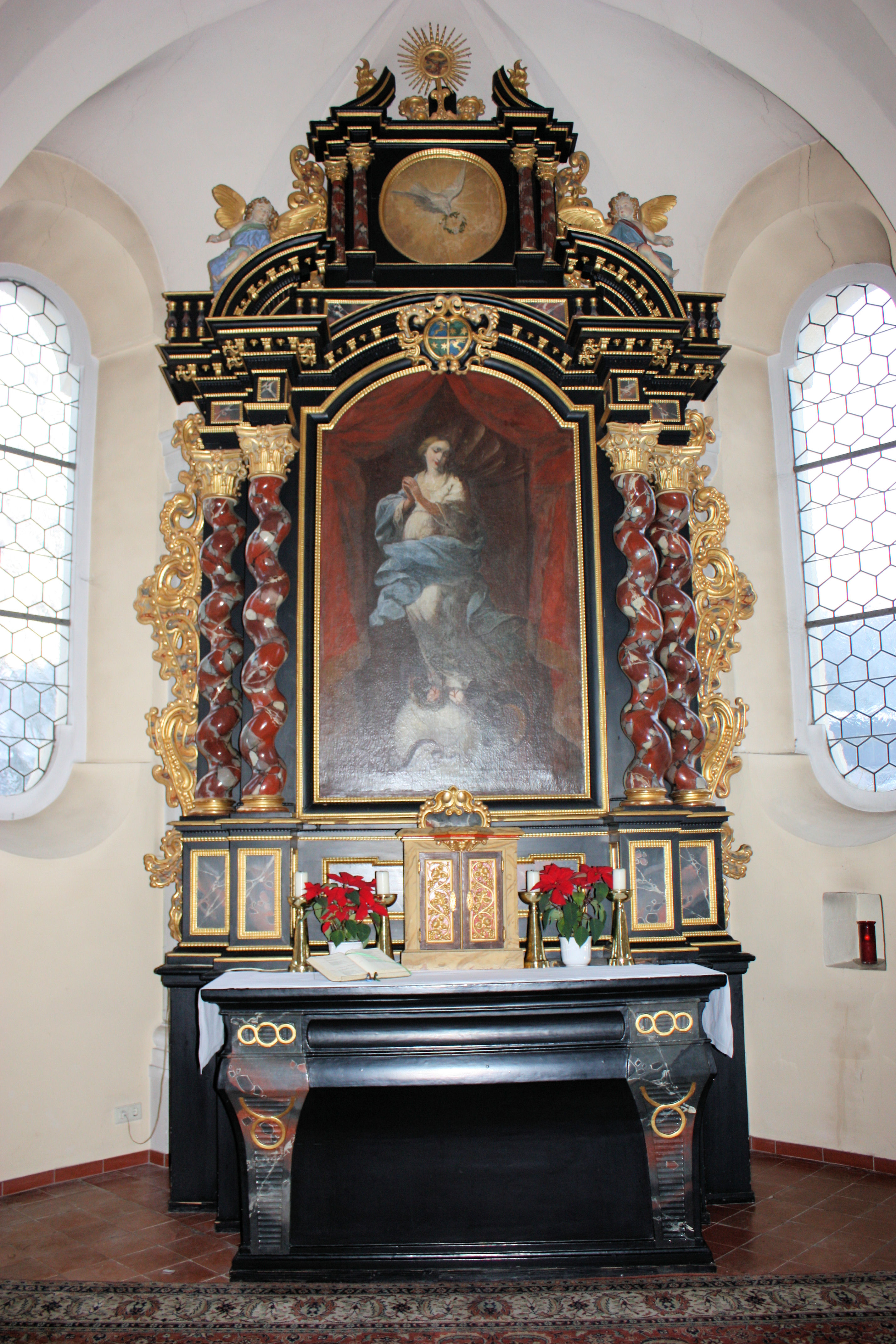
J. C. Feinleins Altar der Schlosskapelle Gurtweil, 1664

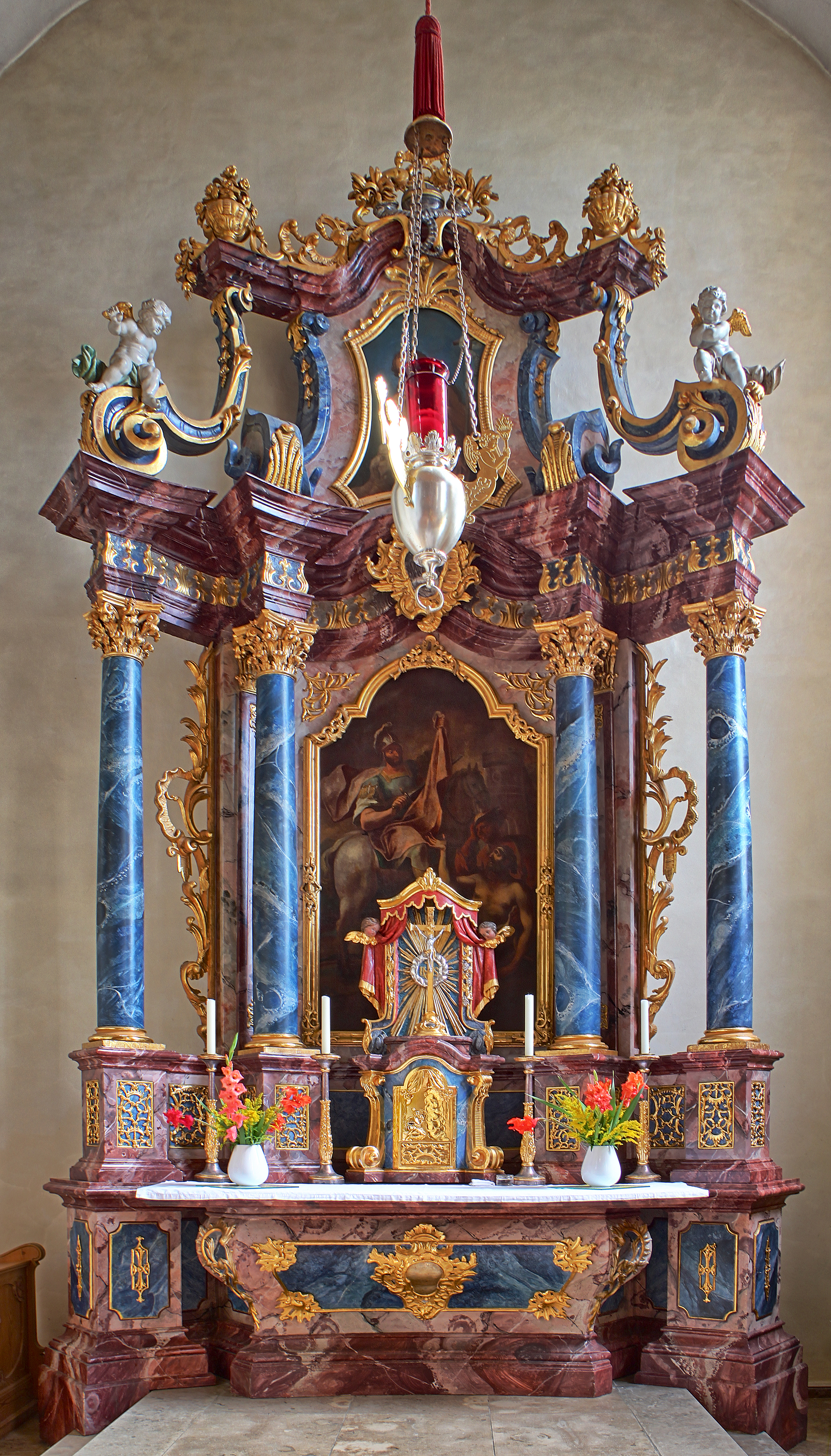
Ursprünglicher Benediktaltar aus Ettenheimmünster, vermutlich von Hans Michel Winterhalder (1736). Verschiedentlich wird er als von Winterhalder überarbeitetes Werk J. C. Feinleins bezeichnet.

### Schreinerarbeiten
- Hochaltar von St. Pankratius, Waldshuter Ortsteil Eschbach, 1657.[7]
- Chorstühle und Beichtstuhl von St. Pankratius, waldshuter Ortsteil Eschbach, 1658, nicht erhalten.[8]
- Festsaal des Statthalters Johann Balthasar Straubhaar, Haus zum Wilden Mann, Waldshut, 1659.[9]
- Hochaltar und Schranktür der Schlosskapelle, Gurtweil, 1662.[10]
- Seitenaltäre von St. Pankratius in Eschbach, entfernt, heutige Aufstellung in der Katholischen Kirche in Indlekofen, 1664.[11]
- Sebastian-Altar in der Stadtkirche Laufenburg, 1671.
- Katharinen-Altar in der Stadtkirche Laufenburg, 1672.
- Hochaltar des Kartäuserklosters in Molsheim, weitgehend zerstört, 1672.[12] Der Altar wurde 1793 nach Obernai verbracht und ist nach der Demontierung von 1865 in Teilen im Rathaus und im aufgehobenen „Musée historique de la ville Obernai“ eingebracht.[13]
- Altäre, Häuptergestühl und Kanzel der katholischen Kirche von Kirchdorf (Obersiggenthal), 1678, (zwei Fragmente des Gestühls wurden nach der Renovation von 1962 in das Schloß Lenzburg verbracht, lediglich die Kanzel ist am Aufstellungsort erhalten, der Hochaltar wurde 1835 mit Stuckmarmor flächendeckend überarbeitet).[14]
- Türen, Gestühl, Kanzel und Altäre der „Sankt-Bläsmischen-Pfarrey Unserer lieben Frauen zu Dillendorf“ in Dillendorf, 1680, im 18. Jahrhundert ersetzt[15]
- Choraltar und Chorgestühl der Benediktinerabteikirche von Ettenheimmünster, 1682,[16] Ob die heute in den Pfarrkirchen Gütenbach und Grimmelshofen erhaltenen  Altäre – wie da und dort vermutet – auf diese hier genannten Arbeiten Feinleins zurückzuführen sind, ist eher fraglich. Adolf Hacker beschreibt lediglich, dass für die Ende des 17. Jahrhunderts unter Abt Hertenstein geschaffene Kirche von Feinlein Choraltar und Chorgestühl geliefert wurden[17]. 1736 wurde Hans Michel Winterhalder damit beauftragt, einen neuen Hochaltar für die von Peter Thumb vergrößerte Klosterkirche in Ettenheimmünster zu schaffen. Der Faßmaler Johann Michael Schmadel wurde damit beauftragt, die „schon stehenden“ beiden Seitenaltäre zu fassen. Dieter Weis geht davon aus, dass auch diese Seitenaltäre von Winterhalder stammen. Aus dem Kontrakt mit Winterhalder ist zu den Seitenaltären nichts zu entnehmen.[18] Es gibt keinen Hinweis darauf, dass sich Feinleins Choraltar für die Hertenstein'sche Klosterkirche in einem der Altäre der darauffolgenden Thumb'schen Klosterkirche in Ettenheimmünster erhalten hat. Stilistisch ist dies auch eher unwahrscheinlich. Von daher ist wohl zu vermuten, dass die beiden in Grimmelshofen und Gütenbach stehenden Altäre Werke von Winterhalder sind. Die Angaben bei Brommer, Hacker und Weis reichen für eine Zuschreibung der noch erhaltenen Altäre an Feinlein nicht aus. Es ist davon auszugehen, dass der Choraltar von Ettenheimmünster in die Thumbsche Klosterkirche nicht mehr übernommen wurde und nicht mehr existiert.
- Zwei Seitenaltäre in der Kastellberg-Kapelle (Bergle-Kapelle / Jakobskapelle) in Gengenbach, 1682, Schreinerarbeiten[19]
- Kanzel und Hochaltar der Stadtkirche St. Mertin in Gengenbach 1685, bereits 1689 Kriegsverlust.[20]

### Graphisches Werk
- Verzierungen in Knorpelwerk für Schreiner / durch Iohann Christoph Feinlein von Waltzhuedt an dem Rhein Strom Dischlergesell. inventiert und in Kupfer gestochen. 12 Blatt, vor 1677, Exemplare nachweisbar Bibliothek Werner Oechslin, Einsiedeln, Signatur: K21d; t.E0/18; 2746.
- Säulenbuch nach 1677, Ornamentstichsammlung der Staatlichen Kunstbibliothek, Berlin, Signatur Katalog-Nr. OS 1174 (vermeintliche Ersatzbeschaffung für den Kriegsverlust des Schreinerbuches), S. 14–17.
- Frontispiz mit einem Selbstporträt nach 1677, Wolfenbüttel, Herzog August Bibliothek, Inventar-Nr. A 6382.

### Arbeiten in Stein
- Epitaph der Anna Catharina Schmid von Relliken aus der Pfarrkirche Hohentengen, 1661
- Epitaph der Verena Buck, des ehrenwerten Meisters Johann Christioph Feinlein geweste Ehefrau, ehemals Gottesackerkapelle Waldshut, heute an der Friedhofsmauer angebracht
- Heiliges Grab in der Gottesackerkapelle Waldshut

### Zuschreibungen
- Altar der St. Martinskapelle Brunnadern, um 1660 waldkirch-1150.grafschaft-hauenstein.de, nach einer Zuschreibung des waldshuter Lokalforschers Konrad Sutter von 1990.[21] Der in die frühe Schaffenszeit von Feinlein einzuordnende Marienenaltar in der 1779 datierten Martinskapelle legt die frühere Verwendung in der 1830 aufgehobenen Spitalkapelle von Waldshut nahe.
- Secunda-Altar in der Stadtkirche Laufenburg, 1666.
- Marien-Altar der Stadtkirche Klingnau, 1660er Jahre, 1970 in die Loretokapelle auf den Achenberg transferiert.
- Innenausstattung der Loretokapelle in Bernau/Leibstadt, 1673.
- Kanzel der Gottesackerkapelle, alter Friedhof Waldshut, 1683.[22] sehr wahrscheinlich, fertigte Feinlein auch die Altäre.
- Marienaltar der Muttergotteskapelle in der früheren Jesuitenkirche von Molsheim, gestiftet durch den Titularbischof von Tripoli, Gabriel Haug, 1686.
- Kanzel und Balkonlogen der Propsteikirche in Wislikofen, vor 1692